# بسمة الشريف
بسمة الشريف (1983-) مخرجة وفنانة تشكيلية فلسطينية، من مواليد الكويت، عاشت في أمريكا ودرست فيها. وحصلت على درجة الماجستير في الفنون من كلية الفنون والتصميم من جامعة إلينوي، في شيكاغو، عام 2007. وتحمل جواز السفر الأمريكي، وهي ممنوعة من الدخول إلى فلسطين. عملت في مجال التصوير الفوتوغرافي، والصوتي، والأفلام، والنص، واللغة، وعملت محاضرة في جامعات أمريكية. كما وعملت في برنامج المنح البحثية الفنية في برلين بين الأعوام 2022 و2023.

## أسلوبها
تطرح بسمة في أعمالها التحديات السياسية، وتنتقل بين التواريخ المختلفة بين المكان واللامكان، وتسلط الضوء على الاستعمار، والاحتلال، والشتات، والمنفى بأعمال غنائية وسينمائية ساخرة. وتسعى إلى تصوير الحياة الفلسطينية بطريقة مختلفة كنوع من أنواع المقاومة. وتقوم بسمة في أعمالها برسم صورة ذاتية مشوشة للتعبير عن العودة الممكنة والمستحيلة في الأفلام السردية التي تخاطب العواطف والحواس. وتركز في أعمالها على الجيوسياسية والمناظر الطبيعية التي تعيد تشكيلها باستخدام الوسائط المتعددة.

## أفلامها
قامت بسمة بإخراج مجموعة من الأفلام منها:
- فيلم أرض بلا شعب، عام 2018.
- فيلم أوروبوروس، عام 2017.
- فيلم النوم العميق، عام 2014.
- فيلم اضطهاد، عام 2014.
- أفلام منزلية غزة، عام 2013.

## إنجازاتها
حققت بسمة إنجازات عديدة في مجال التصوير والسينما، وعُرضت أعمالها في بيناليات ومهرجانات سينمائية دولية منها مركز الفن المعاصر في غلاسكو، ومتحف الفن المعاصر في تورونتو وغيرها. وحصلت على جائزة لجنة التحكيم في بينالي الشارقة التاسع عام 2009، ومنحة مؤسسة بوتين للفنون البصرية عام 2010، وتكليفات اتحاد مفردات عام 2018.